# Кенотаф Марины Цветаевой
Кенотаф Марины Цветаевой — памятный знак, установленный в городе Таруса Калужской области, на том месте, где хотела быть похоронена русская поэтесса Марина Цветаева (1892—1941). Расположен под так называемым Мусатовским косогором — местом на берегу Оки, где находится могила художника Борисова-Мусатова (1870—1905).

## История
Камень находится рядом с тропинкой вдоль реки Оки, которой Марина и Анастасия Цветаевы ходили с дачи «Песочное» в дом Добротворских или тётушки Тьо. Когда-то, во времена детства Марины, здесь стояла часовня.

Неподалёку от этого места располагались фруктовый сад и хлыстовское кладбище. В то время в районе Тарусы существовала секта духовных христиан — хлыстов, или христоверов, а здесь были их захоронения. Женщины секты именовали себя одним отчеством — Кирилловны. К 1895 году эту секту ликвидировали («Тарусское хлыстовское дело» против христоверов проводилось с 1893 по 1895 годы). Спустя много лет, будучи в эмиграции, поэтесса не раз вспомнит Тарусу, стремясь к ней всей душой. Уже на чужбине, в Париже, в эссе «Хлыстовки» Цветаева писала: 
Я бы хотела лежать на тарусском хлыстовском кладбище, под кустом бузины, в одной из тех могил с серебряным голубем, где растет самая красная и крупная в наших местах земляника. Но если это несбыточно, если не только мне там не лежать, но и кладбища того уже нет, я бы хотела, чтобы на одном из тех холмов, которыми Кирилловны шли к нам в Песочное, а мы к ним в Тарусу; поставили с тарусской каменоломни камень:
«Здесь хотела бы лежать МАРИНА ЦВЕТАЕВА.»
.

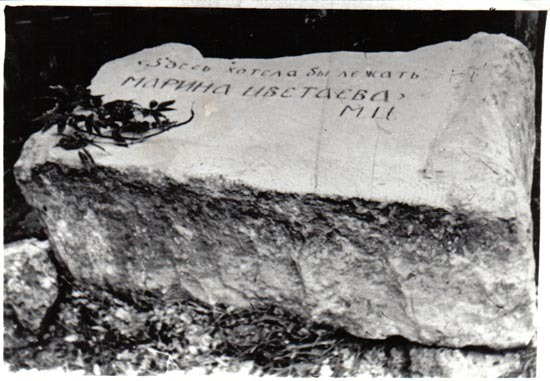
Первый кенотаф Марины Цветаевой. 1962 г.

Камень с такой надписью был установлен. В 1962 году киевский студент-филолог и поклонник поэзии Цветаевой Семён Островский на свою стипендию установил первый камень неподалеку от этого места. Но его вскоре убрали, в том числе и по желанию дочери Марины Цветаевой Ариадны Сергеевны Эфрон, в то время построившей в Тарусе дом и жившей здесь время от времени. Ариадна Эфрон в своей книге пишет: «Мальчишка совершенно нищий, в обтрёпанных штанцах, всё сделал сам, голыми руками, — на стипендию — да тут не в деньгах дело! Сумел убедить исполком, сумел от директора каменоломни получить глыбу и транспорт, нашёл каменотёсов — всё в течение недели, под проливным дождём, движимый единственным стремлением выполнить волю… И мне, дочери, пришлось бороться с ним и побороть его. Всё это ужасно. Трудно рассудку перебарывать душу, в этом всегда есть какая-то кривда. В данном случае — кривда вполне определённая. Что делать! Что поделаешь!». Ариадна Эфрон беспокоилась, что самовольная установка камня может помешать выходу в свет сборника стихов матери — «нерукотворный памятник поэту сейчас важнее». Через несколько месяцев Семён Островский получил письмо от Ариадны Сергеевны, которая выражала сожаление о случившемся.
Семён Островский сегодня живёт в Нью-Йорке и пишет детские стихи. Камень простоял чуть больше недели. Позже его нашла жительница Тарусы — из его кусков сделаны ступени к её дому. Том стихов Марины Цветаевой вышел в 1965 г.
И только 9 октября 1988 года на углу часовни, некогда стоявшей здесь, установили второй камень. Он выстоял.